# Biến ngoại sinh và biến nội sinh
Trong một mô hình kinh tế, một biến ngoại sinh là biến mà thước đo của nó được xác định bên ngoài mô hình và được áp đặt lên mô hình, và thay đổi ngoại sinh là sự thay đổi của một biến ngoại sinh.
Ngược lại, một biến nội sinh là một biến mà thước đo của nó được xác định bởi mô hình. Thay đổi nội sinh là sự thay đổi trong một biến nội sinh để đáp ứng với một thay đổi ngoại sinh được áp đặt lên mô hình.
Thuật ngữ hiện tượng nội sinh trong kinh tế lượng có một ý nghĩa liên quan nhưng riêng biệt. Một biến ngẫu nhiên nội sinh có tương quan với thuật ngữ sai số trong mô hình kinh tế lượng, trong khi biến ngoại sinh thì không.

## Ví dụ
Trong mô hình LM xác định lãi suất: trang 261–7, cung và cầu tiền xác định lãi suất phụ thuộc vào mức cung ứng tiền tệ, do đó cung ứng tiền tệ là một biến ngoại sinh và lãi suất là một biến nội sinh.

## Mô hình phụ và mô hình
Một biến số kinh tế có thể là ngoại sinh trong một số mô hình và nội sinh ở những mô hình khác. Đặc biệt, điều này có thể xảy ra khi một mô hình cũng đóng vai trò là một thành phần của mô hình rộng hơn. Ví dụ, mô hình IS chỉ thị trường hàng hóa, suy ra mức sản lượng bù trừ thị trường (và do đó nội sinh) tùy thuộc vào mức lãi suất áp đặt ngoại sinh, vì lãi suất ảnh hưởng đến đầu tư vật chất thành phần của cầu hàng hoá.:pp. 250–260 Ngược lại, mô hình LM chỉ thị trường tiền tệ coi thu nhập (tương đương với sản lượng) là ngoại sinh và ảnh hưởng đến nhu cầu tiền; ở đây sự cân bằng của cung tiền và cầu tiền nội sinh quyết định lãi suất. Nhưng khi mô hình IS và mô hình LM được kết hợp để tạo ra mô hình IS-LM thì cả lãi suất và sản lượng đều được xác định nội sinh:pp. 268–9